# Trimethoxypropylsilan
Trimethoxypropylsilan ist eine chemische Verbindung aus der Gruppe der siliciumorganischen Verbindungen und Alkyloxysilane.

## Eigenschaften
Trimethoxypropylsilan ist eine leicht entzündbare, farblose Flüssigkeit mit aromatischem Geruch, die sich in Wasser zersetzt.

## Verwendung
Trimethoxypropylsilan wird als chemisches Zwischenprodukt zur Herstellung anderer Chemikalien oder als Monomer bei der Herstellung von Siliconpolymeren verwendet.

## Sicherheitshinweise
Die Dämpfe von Trimethoxypropylsilan können mit Luft ein explosionsfähiges Gemisch (Flammpunkt 35 °C, Zündtemperatur 245 °C) bilden.